# Lori Sandri
Lori Paulo Sandri, detto Lori Sandri (Encantado, 29 gennaio 1949 – Curitiba, 3 ottobre 2014), è stato un allenatore di calcio e calciatore brasiliano.
Ha all'attivo più di duecentocinquanta panchine in prima divisione brasiliana, la maggior parte delle quali con il Criciúma.

## Carriera

### Club
Giocò come centrocampista difensivo per vari club dello stato di Paraná, dopo un'esperienza nel settore giovanile dell'Internacional; il club più titolato in cui giocò è stato l'Atlético-PR.

### Allenatore
Il primo incarico di Sandri come allenatore fu al Pinheiros, squadra che lo aveva visto chiudere la carriera da calciatore; il primo titolo arrivò però con l'Atlético Paranaense nel 1983, con la conquista del campionato statale; nel 1988 si trasferì in Arabia Saudita, all'Al-Shabab, con cui vinse la Coppa di Lega saudita alla sua prima esperienza; tornato nel club arabo pochi anni dopo, arrivò a vincere campionato e coppe nazionali in una stagione (quella 1992-1993). Nel 1997 ricoprì l'incarico di commissario tecnico della Nazionale di calcio degli Emirati Arabi Uniti; nel 1998 vinse il Campionato Gaúcho con il Juventude.
Tornato in Arabia, stavolta sponda Al-Hilal, vinse nuovamente la Coppa di Lega araba. Nel 2002 si trasferì in Giappone, dopo aver passato un periodo in Brasile, per allenare i Tokyo Verdy 1969; tornerà all'estero soltanto nel 2008, per allenare il Marítimo.

## Palmarès

### Allenatore

#### Competizioni nazionali
- Campionato Paranaense: 1

Atlético-PR: 1983
- Coppa di Lega saudita: 2

Al-Shabab: 1988-1989
Al-Ettifaq: 1990-1991
Al-Hilal: 1998-1999
- Campionato Catarinense: 1

Criciúma: 1991
- Coppa dei Campioni del Golfo: 1

Al-Shabab: 1992
- Campionato saudita: 2

Al-Shabab: 1992, 1993
- Coppa della Corona del Principe saudita: 1

Al-Shabab: 1993
- Campionato Gaúcho: 2

Juventude: 1998
Internacional: 2004